# ترانشه

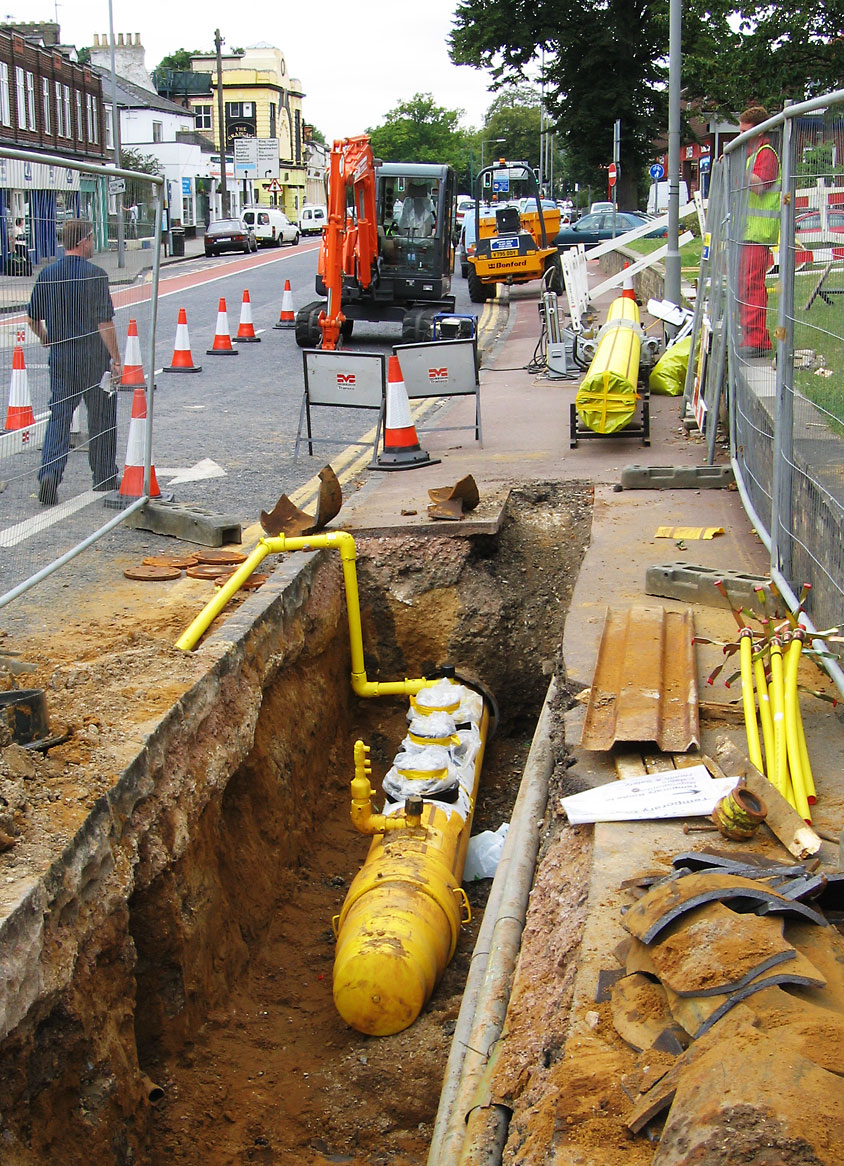
یک خط لوله انتقال در حال خوابانده‌شدن در یک ترانشه

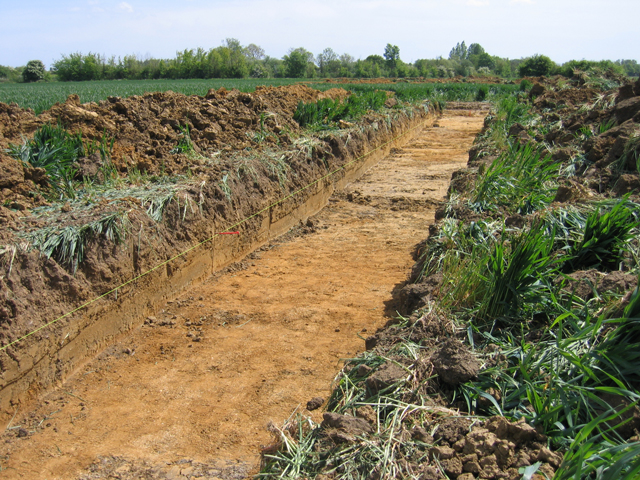
یک ترانشه در یک سایت باستان‌شناسی در مزرعه‌ای در انگلیس

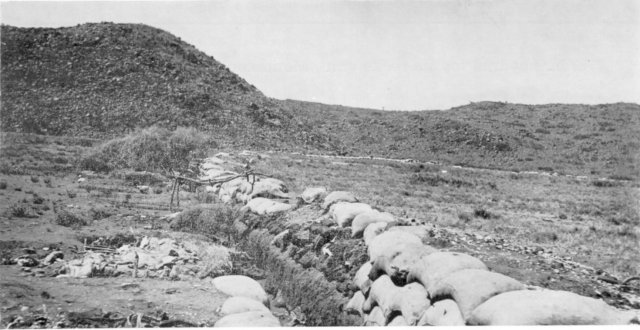
ترانشهٔ بوئر در نبرد ماگرسفونتین که به شکست غیرمنتظرهٔ Highland Brigade در ۱۱ دسامبر ۱۸۹۹ در طول جنگ بوئر دوم کمک کرد.

ترانشه (به فرانسوی: Tranchée) به فرورفتگی‌های مصنوعی یا طبیعی در سطح زمین گفته می‌شود که ژرفای آن‌ها از پهنایشان بیشتر و پهنای آن‌ها از درازایشان بسیار کمتر است. ترانشه‌ها اساساً جویهای عمیقی هستند که ممکن است دارای ویژگی‌های دیگری نیز باشند. ترانشه‌های طبیعی در کف اقیانوس‌ها به وفور یافت می‌شوند که برخی از آن‌ها مانند ترانشه‌های مغاکی همچون درازگودال ماریانا ممکن است عمق بسیار زیادی داشته‌باشند. این ترانشه‌ها ممکن است زیستگاه جانوران واقع شوند. در سطح خشکی نیز ترانشه‌های طبیعی گوناگون دیده می‌شود که برخی از آن‌ها ممکن است تبدیل به دره یا ویژگی‌های طبیعی بزرگ دیگر شوند. ترانشه‌های مصنوعی با اهداف گوناگون مانند ایجاد استحکامات نظامی، انتقال آب برای آبیاری کشاورزی، یا ایجاد حصار و خط مرزی برای زمین‌ها ساخته می‌شوند. برای کاهش آلودگی‌های بصری، خطوط برق، گاز و تلفن نیز ممکن است از راه حفر ترانشه در دل زمین نصب شوند. گاهی برای یافتن برخی تأسیسات زیر خاک ترانشه‌های اکتشافی حفر می‌شود. همچنین ترانشه در بررسی‌های باستان‌شناسی نیز کاربرد دارد.